# Old Records
Old Records is een nummer van de Nederlandse zangeres Jacqueline Govaert uit 2017. Het is de eerste single van haar derde soloalbum Lighthearted Years.
"Old Records" slaat terug op de begindagen van Govaerts band Krezip. Het nummer werd een klein radiohitje in Nederland, maar wist geen hitlijsten te behalen.